# Thomas Rodios
Thomas Rodios (* 4. Oktober 1983 in Volos) ist ein ehemaliger griechischer Bahn- und Straßenradrennfahrer.
Thomas Rodios wurde 2004 Zweiter bei der griechischen Bahnradmeisterschaft im Teamsprint. Im Jahr darauf wurde er gemeinsam mit Fotis Antonarakis, Aggelis Armenatzoglou und Ioannis Passadakis nationaler Meister in der Mannschaftsverfolgung. Außerdem gewann er auch die Mannschaftsverfolgung bei den Athens Open Balkan Championship. 2009 konnte er den nationalen Titel in der Mannschaftsverfolgung (mit Armenatzoglou, Nikolaos Kaloudakis und Adamantios Valergas) verteidigen. Bis 2009 bestritt er ohne größere Erfolge Straßenrennen, dann beendete er seine Radsportlaufbahn.

## Erfolge – Bahn
2005
- Griechischer Meister – Mannschaftsverfolgung (mit Fotis Antonarakis, Aggelis Armenatzoglou und Ioannis Passadakis)

2006
- Griechischer Meister – Mannschaftsverfolgung (mit Aggelis Armenatzoglou, Nikolaos Kaloudakis und Adamantios Valergas)

## Teams
- 2008 Cosmote Kastro
- 2009 Heraklion-Nessebar (bis 30. Juni)